# Moechavets
De Moechavets is een zijrivier van de Westelijke Boeg in Wit-Rusland.
De rivier begint bij de plaats Pruzahny waar de Mukha rivier en het Viets kanaal samenkomen. Het stroomgebied ligt in het zuidwesten van Wit-Rusland en de rivier stroomt bij Brest in de Boeg. De rivier is 113 kilometer lang en het stroomgebied is zo’n 6600 km² groot. In het voorjaar is het debiet het hoogst door smeltwater van de sneeuwval uit de voorbije winter. Van december tot de tweede helft van maart is de rivier met ijs bedekt.
Het verval van de rivier is iets minder dan 30 meter. De rivier ligt in een vlak landschap en de breedte van rivier en uiterwaarden kan oplopen tot zo'n twee kilometer.
De rivier is gekanaliseerd en wordt gebruikt voor het vervoer van vracht en passagiers. Via het Dnjepr-Boeg-kanaal is de rivier verbonden met de Pripjat en daarmee met het stroomgebied van de Dnjepr. Het kanaal werd in de 18e eeuw gegraven waardoor het vervoer over land van goederen tussen beide rivieren overbodig werd.
De voornaamste stad aan de rivier is het Wit-Russische Brest. Bij de monding in de Boeg ligt het Fort van Brest. Aan het begin van de Operatie Barbarossa viel de Duitse Wehrmacht het fort aan en vernielde de watervoorziening. De soldaten waren aangewezen op het water uit de rivier. Ieder jaar wordt op 22 juni ter nagedachtenis van deze strijd bloemenkransen neergelegd door veteranen en vertegenwoordigers van publieke organisaties.